# 741
| Calendário gregoriano                                                        | 741 DCCXLI                      |
| Ab urbe condita                                                              | 1494                            |
| Calendário arménio                                                           | 190 – 191                       |
| Calendário bahá'í                                                            | -1103 – -1102                   |
| Calendário budista                                                           | 1285                            |
| Calendário chinês                                                            | 3437 – 3438                     |
| Calendário copta                                                             | 457 – 458                       |
| Calendário etíope                                                            | 733 – 734                       |
| Calendários hindus - Vikram Samvat - Calendário nacional indiano - Cáli Iuga | 796 – 797 662 – 663 3841 – 3842 |
| Calendário Holoceno                                                          | 10741                           |
| Calendário islâmico                                                          | 123 – 124                       |
| Calendário judaico                                                           | 4501 – 4502                     |
| Calendário persa                                                             | 119 – 120                       |
| Calendário rúnico                                                            | 991                             |
| Calendário solar tailandês                                                   | 1284                            |

741 (DCCXLI na numeração romana) foi um ano comum do século VIII do Calendário Juliano, da Era de Cristo, a sua letra dominical foi A (52 semanas), teve início a um domingo e terminou também a um domingo.
| Ano completo                    |
| ------------------------------- |
| Ano comum com início ao domingo |

## Eventos
- 10 de Dezembro - É eleito o Papa Zacarias.

## Mortes
- 28 de Novembro - Papa Gregório III